# Porotergus
Porotergus is een geslacht van straalvinnige vissen uit de familie van de staartvinmesalen (Apteronotidae).

## Soorten
- Porotergus duende de Santana & Crampton, 2010
- Porotergus gimbeli Ellis, 1912
- Porotergus gymnotus Ellis, 1912